# Muminok

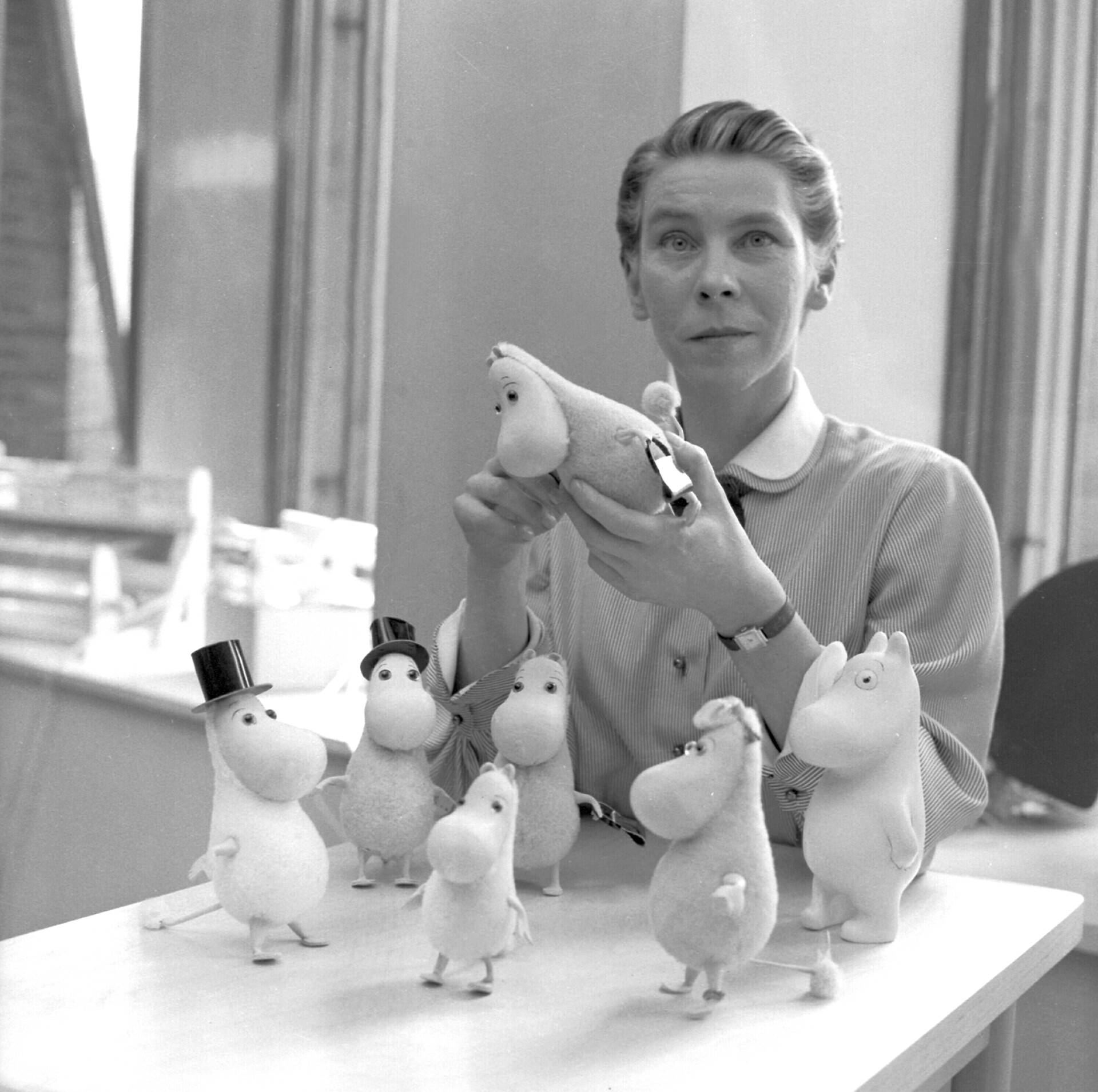
Tove Jansson 1965-ben

A muminok (svédül Mumintroll, magyarul fordítás szerint sok helyen múminok) kitalált főszereplői a finnországi svéd író és illusztrátor, Tove Jansson által eredetileg könyvsorozatként és képregényként megjelentetett műveknek, amelyek először Finnországban jelentek meg svéd nyelven a Schildts kiadásában, illetve a Ny Tid svédnyelvű finn újságban. A muminok ún. trollok (a skandináv mitológiában egy óriásokhoz hasonló ijesztő faj, de azoknál gyakran kisebb méretűek), fehérek és kerekdedek, alakjuk a vízilovakhoz hasonló, farkuk a tehenekére hasonlít. A gondtalan és kalandvágyó mumin család a Mumin-völgyben él, bár korábban több ideiglenes lakóhelyük is volt, közöttük világítótorony és színház is. Számos kalandban vesznek részt barátaikkal.
A sorozatban 9 könyv található, valamint 5 képeskönyv és egy képregénysorozat is, melyek mind Jansson alkotásai, 1945 és 1993 között jelentek meg.
Azóta a muminok több rajzfilmsorozat, film, illetve egy tematikus park alapjául szolgáltak, melynek neve Moomin World (’Mumin Világ’, finnül: Muumimaailma), s a finnországi Naantaliban található. Magyarországon az 1990-es évek elején rövid ideig ment a televízióban a muminokról szóló rajzfilmsorozat, majd 2015 szeptemberétől újra.

## Szereplők
A mumin-történetekben több furcsa és különös alakú szereplő található, néhányan rokonságban állnak egymással. Mumin-völgyben megértéssel viseltetnek a másság, a más életformát élők iránt, a szereplők az emberi természet gyengeségeit is megjelenítik. A központi család tagjai Muminpapa (Muminpappan), Muminmama (Muminmamman) és Mumin (Mumintrollet).
Egyéb szereplők: Mafli (Sniff), Bájocska (Snorkfröken), Vándor (Snusmumriken), Pöttöm (Lilla My), Fürkész (Snorken).
A magyarul megjelenő kiadásokban – mind a könyvekben mind a rajzfilmsorozatokban – a fordítók különböző módon adják vissza a a kitalált fogalmakat, amely leginkább a szereplők elnevezésénél lehet zavaró. Maga a mumin név is a fordításokban eltérő: sok helyen múminnak nevezik a címszereplőket.
A kritikusok több szereplőről is úgy gondolják, hogy létező személy inspirálta, főként az író közeli családtagjai és barátai. Interjúkban Tove Jansson nyíltan beszélt a karakterek hátteréről és lehetséges mintáiról.
A mumin-történeteknek mélyebb üzenete is van, az életet és a világ dolgait mérlegelik.

## Könyvek

Szerző és könyve

- Tove Jansson: Muminbocs és az üstökös. Napkút kiadó. 2006. Ford: Vukovári Panna (Kometjakten/Kometen kommer. 1946)
- Tove Jansson: Varázskalap a Múminvölgyben. Móra Könyvkiadó. 2004. Ford.: Harrach Ágnes, illetve más fordításban A bűvös cilinder. Napkút kiadó. 2009. Ford: Vukovári Panna (Trollkarlens hatt. 1948)
- Tove Jansson: Muminpapa hőstettei. Napkút kiadó. 2007. Ford: Vukovári Panna (Muminpappans bravader/Muminpappans memoarer. 1950)
- Tove Jansson: Szentivánéji rémálom. Napkút kiadó. 2007. Ford: Vukovári Panna (Farlig midsommar. 1954)
- Tove Jansson: Titokzatos tél a Mumin-völgyben. Napkút kiadó. 2008. Ford: Vukovári Panna (Trollvinter. 1957)
- Tove Jansson: A láthatatlan lurkó. Napkút kiadó. 2008. Ford: Vukovári Panna (Det osynliga barnet. 1962)
- Tove Jansson: Muminpapa és a tenger. Napkút kiadó. 2009. (Pappan och havet. 1965)
- Tove Jansson: A Mumin-völgy novemberben. Napkút kiadó. 2010. Ford: Vukovári Panna (Sent i november. 1970)

### Egyéb kiadványok
- Múmin és az állatok. Móra Könyvkiadó. 2007
- Tove Jansson: Napsütötte Múminvölgy. Móra Könyvkiadó. 2007

## Képregény
A muminok képregény alakban is feltűnnek, melyeket 1959-ig Jansson rajzolt és írt. 1961-ig megosztotta a feladatokat öccsével, Lars Janssonnal, aki ezután átvette a munkát az 1975-ben megjelenő utolsó képregényig. A legelső képregény (Mumintrollet och jordens undergång) egy rövid életű próbálkozás volt a finnországi svédek baloldali újságának, a Ny Tid-nek a gyermekrovatában. Ezek 1947 és 1948 között íródtak a szerkesztő, Jansson személyes barátja, Atos Wirtanen kérésére (az írónő róla mintázta Vándor karakterét). A sorozatban hetente egy új darab jelent meg, s ez főként a Muminbocs és az üstökös adaptációja volt. Az újság később könyv formában újra megjelentette a képregényt: Jorden går under (’A világ véget ér’).
A képregények fő sorozata 1954-ben már az angol piac számára készült: a British Associated Newspapers képregény osztálya adta ki, és eredetileg az Evening News-ban jelent meg. A Drawn and Quarterly nevű kanadai kiadó 2006-tól ismét kiadta az Evening News-ban megjelent sorozatot. Az első négy része most is elérhető Moomin: The Complete Tove Jansson Comic Strip (Mumin: A teljes Tove Jansson képregénysorozat) címmel, s egy következő részt is terveznek.
Az 1990-es években, miután Dennis Livson és Lars Jansson rajzfilmsorozata népszerű lett a televízióban, Tove és Lars Jansson bevonása nélkül megjelentettek egy képregénykönyvet, majd két új mumin-képregény is megjelent Lars és lánya, Sophia Jansson-Zambra művészi és tartalmi felügyelete alatt. Azóta minden képregénykiadást Sophia felügyeli.
Magyarországon az 1990-es évek elején jelentek meg képregények a Kandi-lapok sorozatban.

## Filmek és sorozatok
A muminok történetéből több alkalommal készítettek filmeket különböző csoportok. A leginkább ismertek a japán-holland együttműködésben készült filmek, közöttük egy egész estés filmmel (210 perc). Emellett van két szovjet sorozat is, egy bábfilm Mumi-troll (’Mumin’) címmel, és egy ún. cutout animáció Shlyapa Volshebnika (Varázsló kalapja) címmel 3-3 résszel, valamint elkészült egy lengyel-osztrák bábfilm-sorozat is, a Opowiadania Muminków/Die Mumins (’A muminok’).
- Die Muminfamilie (’A mumincsalád’) – Németország, 1959 (tv-sorozat).
- Sturm im Mumintal (’Vihar muminvölgyben’) – Németország, 1960 (tv-sorozat).
- Múmin (’Múmin’) – Japán, 1969–70 (tv-sorozat).
- Mumintrollet (’Mumin’) – Svédország, 1969 (tv-sorozat).
- Új Mumin (Shin Muumin) (’Mumin’ vagy ’Új mumin’ – Japán, 1972 (tv-sorozat).
- Muumin (’Mumin’) – Japán, 1971 (film).
- Muumin (’Mumin’) – Japán, 1972 (film).
- Mumindalen (’Muminvölgy’) – Svédország, 1973 (tv-sorozat).
- Mumi-troll (’Mumin’) – Szovjetunió, 1978 (3 részes rövidfilm-sorozat).
- Opowiadania Muminków/Die Mumins (’A muminok’) – Lengyelország/Ausztria, 1977–82 (tv-sorozat).
- Vem ska trösta knyttet? ('Ki vidítja fel Toffle-t?) – Svédország, 1980 (rövidfilm).
- Shlyapa Volshebnika (’Varázsló kalapja’) – Szovjetunió, 1980–83 (3 részes rövidfilm-sorozat).
- Mumin (Tanoshii Muumin Ikka) (’A bűbájos mumincsalád’)– Japán/Finnország 1990–91 (tv-sorozat).
- Tanoshii Muumin Ikka: Bouken Nikki (’A bűbájos mumincsalád: Útinapló’) – Japán/Hollandia 1991–92 (tv-sorozat).
- Üstökös Múmin-völgy fölött (Tanoshii Muumin Ikka Muumindani no Suisei) (’Muminbocs és az üstökös’) – Japán/Hollandia 1992 (film).
- Hur gick det sen? (’Hogyan volt azután?’)– Svédország, 1993 (rövidfilm)
- Mumin-völgy – Finnország, 2010 (tv-sorozat).
- Múminok a riviérán – (Muumit Rivieralla, 2014 film)

Magyarországon az 1990-es évek elején a TV1, majd később a Duna TV sugározta az 1990-es animesorozatot.

## Más kiadványok
Több muminos számítógépes játék is megjelent magyarul, melyek a gyerekeket játszva tanítják:[forrás?]
- Múmin és a titokzatos üvöltés
- Múmin – Bújócska
- Múmin – Tengeri kaland
- Múmin – Láthatatlan gyermek
- Múmin – A kobold rubintja
- Múmin – Tél a Múminvölgyben
- Múmin és a nagy őszi mulatság

## Zene
A mumin-könyvek leírják a muminok zenés tevékenységeit is, különösképpen Vándor harmonikájának trilláit. Minden mumin-karakter énekel, gyakran gondolataikról és önmagukról. Sokszor a dalok a karakterek személyiségük lényegét tárják fel.
Az első zene Stockholmban volt hallható egy színdarabban. A rendező, Vivica Bandler 1959-ben mondta Janssonnak, hogy szerinte az emberek szeretnének dalokat is. A korábbi előadásokat Helsinkiben dalok nélkül mutatták be. A helsinki zongoristát és zeneszerzőt, Erna Taurót bízták meg azzal, hogy írjon zenét Jansson dalszövegeire. Az első közös munka során  6 mumin-dal született.
Az 1960-70-es években még több dalt készítettek, amikor Tove és Lars Jansson még több történetet készített a svéd televízió számára. Tauro egyszerű, de hatásos dallamait a televízió és a színház közönsége is jól fogadta. Az első dalokat a szereplők vagy egyedül énekelték, vagy a zongorista kísérte őket. A leghíresebb mumin-dalok Skandináviában kétségtelenül a Mumin dala és a Pöttöm dala, habár ezek nincsenek összefüggésben a könyvekkel.
Jansson és Tauro eredeti dalai csak részekben kerültek kiadásra. A teljes gyűjtemény felvételét 2003-ban készítette el Mika Pohjola zeneszerző Muminröster (’Muminhangok’) címmel a néhai Tove Jansson tiszteletére.
Független musical feldolgozások is készültek a televíziós változathoz Lengyelországban, Nagy-Britanniában és Japánban. Ezek a dalok gyakran egyszerű szövegezésűek, és a zenéjük a gyerekek ízléséhez igazodik, nem Jansson vagy Tauro alkotásai.
Ilkka Kuusisto, finn zeneszerző 1974-ben írt egy mumin-operát. Timo Poijärvi és Ari Vainio 2006-ban 20 új mumin-dalt alkotott meg, melyek nem Jansson eredeti szövegét használják, hanem a Muminbocs és az üstökös-ön alapszanak, és történetéhez igazodik. A dalok gyerekekhez és a felnőttekhez egyaránt szólnak.

## Mumin-völgy a tamperei múzeumban
A tamperei múzeumban megjelenített Mumin-völgy ragaszkodik Tove Jansson eredeti munkásságához. Közel 2000 alkotás található itt. A múzeum a Mumin könyveken alapszik, több eredeti illusztrációt is őriznek az alkotótól. A gyűjtemény gyöngyszeme egy ötemeletes, kék muminház, melynek építői között van Jansson is.

## Mumin-boom
Az 1990-es években kezdődött az ún. mumin-boom (muumibuumi), amikor Dennis Livson és Lars Jansson Japánban elkészített egy 104 részes rajzfilmsorozatot ’Történetek Muminvölgyből’ címmel, melyet az egész estés Muminbocs és az üstökös követett. A múminkönyvek Finnországban. Svédországban és Lettországban állandó bestsellerek, de a rajzfilm egy új múmin-őrületet indított mind Finnországban, mind külföldön, főként Japánban. Hatalmas kereskedelem épült a muminok köré, kezdve a kávésbögréktől a pólókon át a műanyag figurákig. Újabb könyvek és képregények jelentek meg. A muminokat arra használták, hogy Finnországot népszerűsítsék külföldön: a Helsinki-Vantaa nemzetközi repülőteret muminokkal díszítették, a Finnair pedig hatalmas mumin figurákat festett Japánba közlekedő gépeire. A csúcspont akkor volt, amikor megnyitották a Moomin World-öt Naantaliban, amely Finnország egyik nemzetközi turistacélpontjává vált.
A mumin-boomot kritizálták a muminok elüzletesítése miatt. Tove Jansson barátai, és sok régi rajongó hangsúlyozta, hogy a rajzfilm az eredeti, filozofikus mumin világot egy ártalmatlan családi szórakozássá, banálissá teszi. A Disneyland-szerű Moomi World ellentéte a tamperei Mumin Múzeum, amely Tove Jansson eredeti, illusztrációit és kézzel készített modelljeit állítja ki.
A Jansson családnál maradtak a mumin-jogok, és a mumin-boomot is kontrollálják. A művészi ellenőrzés Lars Jansson lánya, Sophia Jansson-Zambra kezében van. Hogy ellenőrzésük alatt tartsák a muminokat, a család visszautasította a Walt Disney ajánlatát.
Az orosz rock együttes, Mumiy Troll neve a mumin szó egy orosz változata. A svéd progresszív rock együttes, a Ritual több dalban felhasználta a muminokat, például: "Seasong for the Moominpappa" (’Tengeri dal Muminpapának’), "Moomin took my Head" (’Mumin fogta a fejem), legutóbb pedig egy egész albumot szenteltek a szőrös „trolloknak”, a The Hemulic Voluntary Band címmel.
A muminokat választották legutóbb fő motívumnak egy finn emlékéremhez, ez a 2004-es 10 €-s ’Tove Jansson és a finn gyerekek kultúrája emlékérem’. Egyik felén Tove Jansson portréja, és több egyéb tárgy (az ég vonala, a művész palettája, holdsarló, vitorláshajó), a másik felén mumin karakterek láthatók.
A mumin tárgyaknak óriási kultusza van Finnországban, az országról alkotott sztereotípia részeivé váltak. Külön "mumin üzletek" vannak, áruházaknak pedig mumin tárgyakat árusító részlegei; a repülőtéren is külön muminshop működik. Nagy designcégek is terveztek muminos termékeket, Magyarországra is elkerült a kultikus tárgyakból néhány, s finnek is előszeretettel ajándékozzák őket magyar ismerőseiknek.

## Fordítás
- Ez a szócikk részben vagy egészben  a   Moomin című angol Wikipédia-szócikk fordításán alapul.  Az eredeti cikk szerkesztőit annak laptörténete sorolja fel. Ez a jelzés csupán a megfogalmazás eredetét és a szerzői jogokat jelzi, nem szolgál a cikkben szereplő információk forrásmegjelöléseként.

## Külső hivatkozások
- Tündérmesei motívumok és azok transzformációi Tove Jansson Múmin-könyveiben
- Magyar Múmin oldal
- originalmoomin.com
- moominandmidsummermadness.com
- moomin.fi
- inter9.tampere.fi
- muumimaailma.fi